# セプテンバー・バレンタイン
「セプテンバー・バレンタイン」は、佐々木幸男の楽曲。1978年7月25日に3枚目のシングルとして発売された。元々は作者の安部恭弘が1977年の「ヤマハポピュラーソングコンテスト第14回大会」の本選会場で歌唱した楽曲で、その後に佐々木幸男に提供し、シングル発売となった作品である。
別離を描いた歌詞と美しいメロディーの洗練されたバラード曲で、フォークソングやニューミュージックが全盛期だった当時の中で異彩を放っていた「名曲中の名曲」と評されている。偶然ラジオでこの楽曲を聴いた飛鳥涼（現：ASKA）は、その格段のセンスの高さに思わず唸ったという逸話もあり、後年には、EPO、東北新幹線がカバーしている。　

## 時代背景
2月14日のバレンタインは、日本では女性から男性にチョコレートを贈って愛を告白する日で、3月14日のホワイトデーは、その返礼として男性から女性へお菓子などを贈る習慣があるが、一般的に馴染みのないセプテンバーバレンタインの日とは、ホワイトデーの3月14日から半年後の9月14日のことを指し、女性から別れを切り出す日だとされている。
このセプテンバーバレンタインというものの発祥は、1967年から1982年まで放送されていたTBSラジオの深夜番組『パック・イン・ミュージック』だとされているが、セプテンバーバレンタインについて言及された時期や具体的なエピソードなどに関しては不明である。この日には、付き合っている恋人と別れたい女性が、紫色の物を身につけ、白いマニキュアを塗って、緑色のインクで書いた別れの手紙を男性に直接手渡すのがルールだとされている

## 収録曲
| #         | タイトル                       | 作詞       | 作曲       | 編曲      | 時間 |
| --------- | ------------------------------ | ---------- | ---------- | --------- | ---- |
| 1.        | 「セプテンバー・バレンタイン」 | 斉藤敦子   | 安部恭弘   | 戸塚修    | 3:28 |
| 2.        | 「向かい風」                   | 佐々木幸男 | 佐々木幸男 | 瀬尾一三  | 3:49 |
| 合計時間: | 合計時間:                      | 合計時間:  | 合計時間:  | 合計時間: | 7:17 |

## 収録アルバム

### 佐々木幸男
| 曲名                                          | 収録作品                                  | 発売日         | 規格品番  |
| --------------------------------------------- | ----------------------------------------- | -------------- | --------- |
| セプテンバー・バレンタイン                    | 『One On One』                            | 1979年10月25日 | DSF-5015  |
| セプテンバー・バレンタイン                    | 『風を感じて』                            | 1982年11月21日 | DSF-4004  |
| セプテンバー・バレンタイン                    | 『佐々木幸男 ベスト』                     | 2003年3月26日  | KICS-2416 |
| セプテンバー・バレンタイン                    | 『ポプコン・マイ・リコメイド 佐々木幸男』 | 2006年12月21日 | KICS-2495 |
| セプテンバー・バレンタイン                    | 『佐々木幸男 SUPER BEST』                 | 2010年9月8日   | CCCR-18   |
| September Valentine 〜From London with Love〜 | 『Jealousy』                              | 1990年12月10日 | WMC3-3    |
| September Valentine 〜From London with Love〜 | 『Jealousy』                              | 1991年1月25日  | WMC3-5    |

### 安部恭弘
| 曲名                       | 収録作品                                         | 発売日         | 規格品番   |
| -------------------------- | ------------------------------------------------ | -------------- | ---------- |
| セプテンバー・バレンタイン | 『PASSAGE』                                      | 1994年10月21日 | KICS-445   |
| セプテンバー・バレンタイン | 『LIVE!! POPCON HISTORY IV』                     | 2006年12月13日 | YCCU-10019 |
| セプテンバー・バレンタイン | 『I LOVE YOU -25th Anniversary of Yasuhiro Abe』 | 2007年12月12日 | DDCZ-9018  |

## カバー
| 曲名                       | アーティスト | 収録作品                   | 発売日         | 規格品番  | 備考                                                            |
| -------------------------- | ------------ | -------------------------- | -------------- | --------- | --------------------------------------------------------------- |
| セプテンバー・バレンタイン | 東北新幹線   | 『THRU TRAFFIC』           | 1982年6月25日  | 28PL-34   | アレンジ：東北新幹線 「September Vallentine」表記               |
| セプテンバー・バレンタイン | EPO          | 『THE BALLADS (バラード)』 | 1989年12月10日 | 32MD-1058 | プロデュース：Danny Schogger ストリング・アレンジ：Karl Jenkins |

EPOのカバーも、楽曲の良さと編曲、ボーカルが見事に噛み合った名曲と評価されている。